# Rákosterebes
Rákosterebes (Racova) falu Romániában. Szatmár megye egyik települése. Közigazgatásilag Alsószopor (Supuru de Jos) község része.

## Fekvése
Tasnád városától keletre fekszik.

## Története
Nevét az oklevelek 1390 után említették először.
A Bogdány patak melletti Erdőaljához tartozó királyi birtokot Mária királynő 1390 után adományozta  Szász fiainak Balknak, Drágnak és Jánosnak.
1393-ban Balk, Drág és Balk fiai János és Demeter a Pok nemzetséghez tartozó Meggyesi Simon bán fiának Istvánnak itteni hatalmaskodásai miatt kértek vizsgálatot, mivel az jobbágyainak birkáit lenyilaztatta, és leöldöste.
1424-ben Bélteki Balk fia Sandrin és annak fiai János és László valamint Balk testvérének Drágnak fiai György és Sandrin birtokaikon megosztoztak. Terebes birtoka Balk fiainak jutott.
1470-ben a bélteki uradalomhoz tartozott, nevét Olahterebes néven írták.
1646-ban Kemény János és neje Kállay Zsuzsánna kapta királyi adományként.
1672-ben a jezsuiták birtokának írták.
A szatmári béke után gróf Károlyi Sándor birtoka lett, a Károlyi-birtokok felosztásakor Károlyi György örökölte.
Az 1900-as évek elején gróf Károlyi Gyula volt a település birtokosa.
A 19. században Bábca, Nántű, Korond és Felsőboldád határolta.
1919-ig Magyarországhoz tartozott, Szatmár vármegye részeként. 1910-ben 672 román és magyar lakosa volt.
1992-ben 351 román nemzetiségű lakos lakta.

## Nevezetességek
- Görögkatolikus temploma – 1806-ban épült.